# Fontana della Navicella
La fontana della Navicella si trova a Roma, nell'omonima via, di fronte alla basilica di Santa Maria in Domnica. Originariamente era solo una scultura di abbellimento della piazzetta davanti all'entrata della chiesa, ma fu trasformata in fontana nel 1931.

## Storia
In epoca romana nei pressi del colle Celio sorgevano i Castra misenatium, il quartiere del reparto di marinai della flotta di stanza a capo Miseno, il cui principale incarico, quando non era impegnato in attività militari in mare, era quello di manovrare il velarium, l'enorme tenda che copriva il Colosseo e che, manovrato da un sistema di funi e carrucole, serviva a riparare il pubblico dal sole e dalle intemperie durante lo svolgimento degli spettacoli.
Secondo la tradizione i marinai del castra avrebbero fatto realizzare un modello marmoreo di una barca, per offrirlo (una sorta di ex voto) alla dea Iside, protettrice dei naviganti. Un'altra versione attribuisce la paternità dell'ex voto ai soldati del Castra peregrina (alloggi riservati, tra l'altro, ai militari di passaggio a Roma) per ringraziare la dea per uno scampato naufragio.
Andato perduto durante il Medioevo, i resti del modello furono ritrovati all'inizio del XVI secolo nei pressi della basilica di Santa Maria in Domnica. Prima che andassero di nuovo definitivamente perduti, papa Leone X incaricò lo scultore Andrea Sansovino di farne una copia che, tra il 1518 e il 1519, fu collocata davanti all'entrata della chiesa, inizialmente posizionata con la prua rivolta al porticato della stessa, adagiata su un'alta base rettangolare ornata con le insegne papali ed un'epigrafe celebrativa.
Si tratta della rappresentazione, in marmo bianco e travertino, di una galera romana, poggiata su due scalmi. Il ponte è delimitato da un corrimano sostenuto da nove mensole alternate ad altrettanti boccaporti. Particolarmente caratteristica la testa di cinghiale posta a decorazione della prua della nave, mentre sulla poppa è riprodotto il castello.
Nessun acquedotto dell'epoca (e per molto tempo a seguire) raggiungeva però il colle Celio, e la “Navicella” rimase per diversi secoli solo un originale ornamento della piazzetta antistante la basilica. Soltanto nel 1931, quando ormai tutta la città era servita dagli acquedotti, un ramo secondario dell'Acqua Felice fu collegato alla scultura, che venne quindi restaurata, orientata nella posizione attuale (con la prua verso il centro storico della città) e trasformata in fontana, con l'aggiunta di una piscina sottostante a livello stradale, di forma ovale, ornata da un mosaico con figure di pesci e imbarcazioni, inserita in un'area di rispetto rettangolare bombata sui lati minori. L'acqua fuoriesce da uno zampillo al centro del ponte, da cui precipita nella piscina scorrendo lungo le murate.
Restaurata tra il 2003 e il 2004, nel 2005 ha subito un grave atto vandalico nella zona di prua, sulla quale si è però intervenuto con successo.